# 康斯坦丁·施泰布
康斯坦丁·施泰布（德語：Constantin Staib，1995年8月31日—），德国男子曲棍球运动员。他曾代表德国国家队参加2020年夏季奥林匹克运动会男子曲棍球比赛，结果获得第四名。